# Бяла (Сливенська область)
Бя́ла (болг. Бяла) — село в Сливенській області Болгарії. Входить до складу общини Сливен.

## Населення
За даними перепису населення 2011 року у селі проживали 1385 осіб.
Національний склад населення села:
| Національність   | Кількість осіб | Відсоток |
| ---------------- | -------------- | -------- |
| болгари          | 1238           | 95,7 %   |
| турки            | 47             | 3,6 %    |
| інша             | 5              | 0,4 %    |
| Всього відповіли | 1294           |          |

Розподіл населення за віком у 2011 році:
Динаміка населення: